# Kasper Dissing
Kasper Dissing (født i Greve, Danmark, 4. juni 1987) er en dansk filmproducer uddannet fra Super16. Han har bl.a. produceret Thomas Vinterbergs Druk (2020), som vandt en Oscar for Bedste udenlandske film til Oscar-uddeliingen i 2021. Druk blev en stor succes i Danmark og er desuden Dissings spillefilmsdebut.

## Uddannelse
På Super16 producerede Kasper Dissing filmene Natten er ung (2014), King (2015) og Halvmand (2016). Udover Super16 har han en bachelor i jura fra Københavns Universitet i 2012.